# Medieselskabet Nordvestsjælland
Medieselskabet Nordvestsjælland er et medieselskab med hovedkvarter i Holbæk i Nordvestsjælland.
Selskabets udgiver følgende dagblade, magasiner og ugeaviser:
- Nordvestnyt – Dagblad der dækker Holbæk, Kalundborgområdet og Odsherred
- Odsherredkysten – Ugeblad for den vestlige del af Odsherred
- Jyderup Posten – Ugeblad der dækker den tidligere Tornved Kommune
- Kalundborg Nyt – Ugeblad der dækker Kalundborg Kommune
- Ugebladet Vestsjælland – Ugeblad
- By & Land  – Ugeblad der dækker Holbæk Kommune

samt trykfaciliteter på Trykkeri Nordvestsjælland